# Matthew Cowles
Matthew Cowles (* 28. September 1944 in New York City, Vereinigte Staaten; † 22. Mai 2014 ebenda) war ein US-amerikanischer Schauspieler und Dramatiker.

## Leben
Cowles war der Sohn des Schauspielers und Theaterproduzenten Chandler Cowles.
1966 spielte Cowles in Edward Albees Adaption des Comic-Romans Malcom von James Purdy am Broadway im Shubert Theatre.
Von 1980 bis 1982 war er mit Kathleen Dezina verheiratet. 1983 heiratete er die Schauspielerin Christine Baranski, mit der er zwei Töchter hatte und bis zu seinem Tod verheiratet blieb. Cowles war gläubiger Katholik und gab Religionsunterricht. Matthew Cowles starb am 22. Mai 2014 im Alter von 69 Jahren an Herzinsuffizienz.

## Filmografie (Auswahl)

### Film
- 1969: Me, Natalie
- 1971: Der verkehrte Sherlock Holmes
- 1973: The Friends of Eddie Coyle
- 1977: Schlappschuss
- 1982: Garp und wie er die Welt sah
- 1983: Kopfjagd
- 1986: Geschenkt ist noch zu teuer
- 1988: Stars and Bars – Der ganz normale amerikanische Wahnsinn (Stars and Bars)
- 1989: Zurück aus dem Jenseits
- 1994: Wolfsblut 2 – Das Geheimnis des weißen Wolfs
- 1994: Machen wir’s wie Cowboys
- 1996: The Juror
- 2000: Nurse Betty
- 2010: Shutter Island

### Fernsehen
- 1969: Heiße Spuren als Joe Czernak
- 1977–1980, 1984, 1989–1990, 2013: All My Children[6] als Billy Clyde Tuggle
- 1976: Einsatz in Manhattan als Ryan
- 1983: Jung und Leidenschaftlich – Wie das Leben so spielt als Lonnie
- 1985: Love on the Run als Yancy
- 1986–1987: Loving als Eban Japes
- 1986: Der Equalizer
- 1989: Weg in die Wildnis als Monkey John
- 1991: Law & Order Episode Asylum
- 1997: Reich und Schön als Curtis Love
- 2003: Oz als Willy Brandt
- 2008–2009: Life on Mars als Cowboy Dan
- 2007: Law & Order: Special Victims Unit als Cyrus Wert

## Theaterauftritte
- 1966: Malcolm Broadway als Malcolm.[2]
- 1968: The Indian Wants the Bronx, Astor Place Theatre
- 1969: The Time of Your Life als Dudley
- 1975–1976: Süßer Vogel Jugend als Tom Junior
- 1976: Dirty Jokes am Academy Festival Theatre in Chicago, Illinois

## Theaterstücke
- Mexican Standoff at Fat Squaw Springs[7]
- Our Daily Bread
- Noblesse Oblige